# KkStB 364
Die Dampflokomotivreihe kkStB 364 war eine Tenderlokomotivreihe der kkStB, deren Lokomotiven ursprünglich von den Bukowinaer Lokalbahnen stammten.
Diese dreifach gekuppelten Tenderlokomotiven wurde von 1908 bis 1913 von Krauss in Linz an die kkStB geliefert.
Sie hatten Innenrahmen und Außensteuerung.
Bei der kkStB wurden die vier Maschinen als Reihe 364 bezeichnet.
Nach dem Ersten Weltkrieg kamen sie zur CFR.